# Усове Озеро
Усове Озеро — поселення пізньої бронзової доби. Розташоване в Краматорському районі Донецької області. на дюнному підвищенні та в заплаві р. Сіверський Донець (притока Дону). Відкрите в 1968 р. доцентом Донецького державного університету О.О. Моруженком. Перші розвідкові розкопки на території поселення в 1973 р. провели співроітники університету Т.А. Шаповал та А.П. Рудаков. В період з 1975 по 1983 рр. пам'ятку досліджувала Краснолиманська експедиція Інституту археології АН УРСР під керівництвом Софії Березанської. Датується пам'ятка 14—12 ст. до н. е. Розкопано 14 жител — неглибоких землянок прямокутної форми площею 120—150 м2, 3 господарські будівлі, 2 зольники, культові місця, 6 поховань та давній рів. Серед інвентарю — посуд (банки, гостроребрі горщики, миски), бронзові та кам'яні знаряддя праці. Велика кількість кісток і кістяних знарядь вказують на розвинуте тваринництво.
Численні знахідки бронзових виробів, ливарних форм і промислових місць свідчать про те, що поселення Усове Озеро, очевидно, було спеціалізованим селищем ремісників-металургів. Належить до зрубної культурно-історичної спільності.